# Мошура Володимир Якович
Володи́мир Я́кович Мошу́ра (5 лютого 1935, с. Шедієве, Новосанжарський район, Полтавська область, Українська РСР, СРСР — † 15 вересня 2024, м. Решетилівка, Полтавський район, Полтавська область, Україна) — український зоотехнік, педагог та письменник.

## Життєпис
Народився 5 лютого 1935 року у с. Шедієве, Новосанжарського району, Полтавської області, УРСР. Там закінчив семирічну школу, потім Андріївський зооветеринарний технікум. Трудову біографію починав зоотехніком наприкінці 1950-х років у Нехворощанському колгоспі ім. Ілліча.
Пізніше навчався у Полтавському сільськогосподарському інституті, викладав економіку та птахівництво у рідному технікумі, згодом став його директором, заочно в Києві здобув вищу педагогічну освіту.
Прагнув перетворити зоотехнікум у радгосп-технікум, але в 1973 році навчальний заклад перепрофілювали в допоміжну школу-інтернат. 
Після перепрофілювання технікуму переїхав на Решетилівщину, де працював у керівних органах району, очолював навчальну фільмотеку при районному відділі освіти.
Мав 58 років трудового стажу, нагороджений медалями «За доблесну працю» та Радянського фонду миру.
Вийшовши на пенсію, взявся за літературну працю. Почав писати вірші з 5-го класу, але друкувався мало, оскільки не вважав цю справу основною. Видав поетичну збірку «Дзвенить весна» (2008) і три прозові книги «Шедіївська пастораль» (2009), «Любов і розлука. Непридумані історії» (2010) та «Зорі в ясній далині» (2012).
У них послідовно виклав свої спогади про студентські літа і друзів, перші робочі будні у нехворощанському господарстві, тогочасне колгоспне життя, роздуми про економіку, політику і мораль суспільства 1950-1960-х років. Отже, вони є документальним відтворенням подій, пережитих автором, у яких згадуються керівники Нехворощанського району та сільських рад, голови колгоспів і головні спеціалісти. Тому книги мають для Нехворощі, Андріївки та Шедієвого краєзнавчу цінність.
Став автором «Гімну Решетилівщини».
До збірки «Зорі в ясній далині» увійшли оповідання «Вовкулаки», «Під сонцем золотим», «Турецький диван» та інші.
Помер 15 вересня 2024 року в Решетилівці.